# Kaarsild

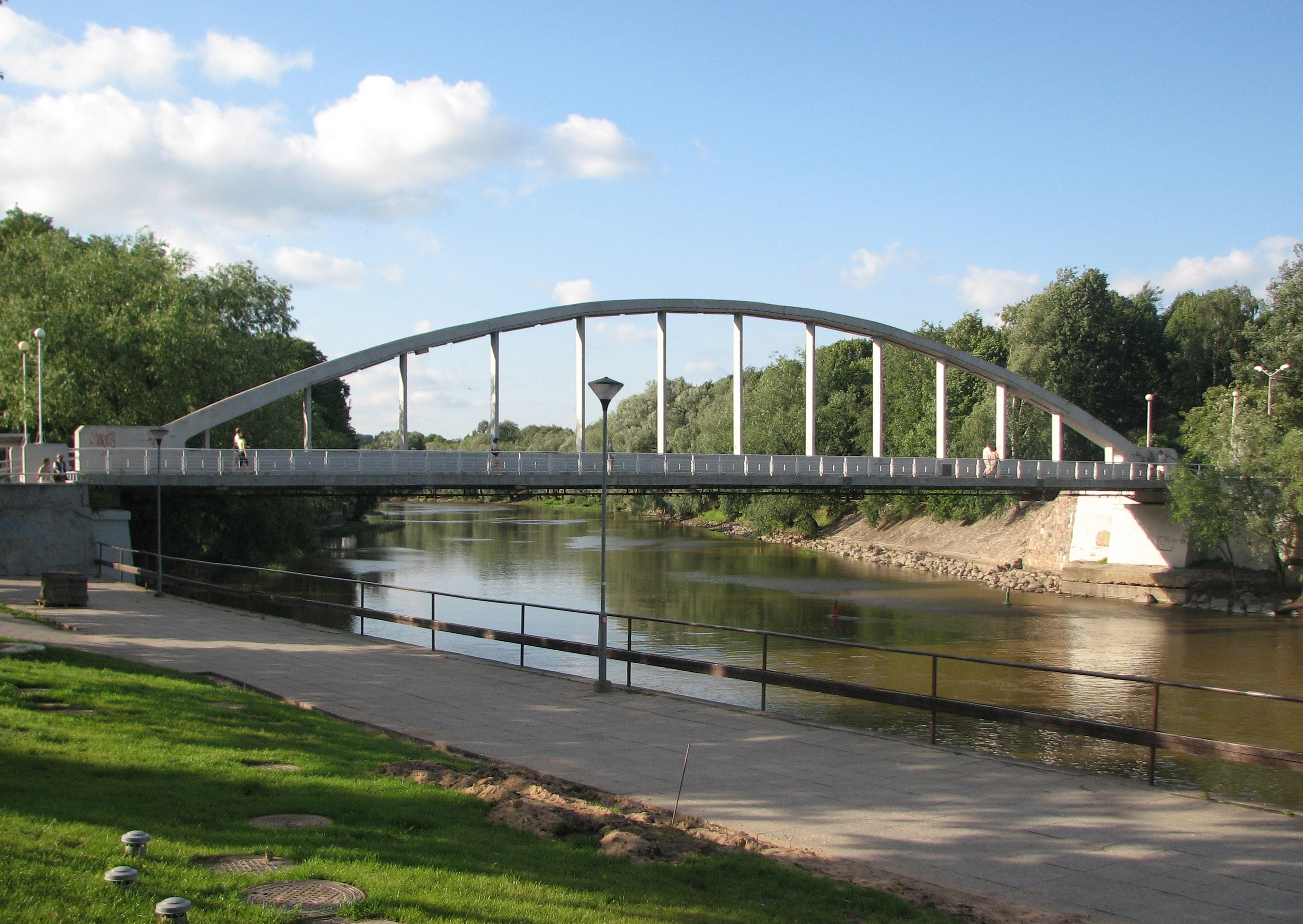
Kaarsild

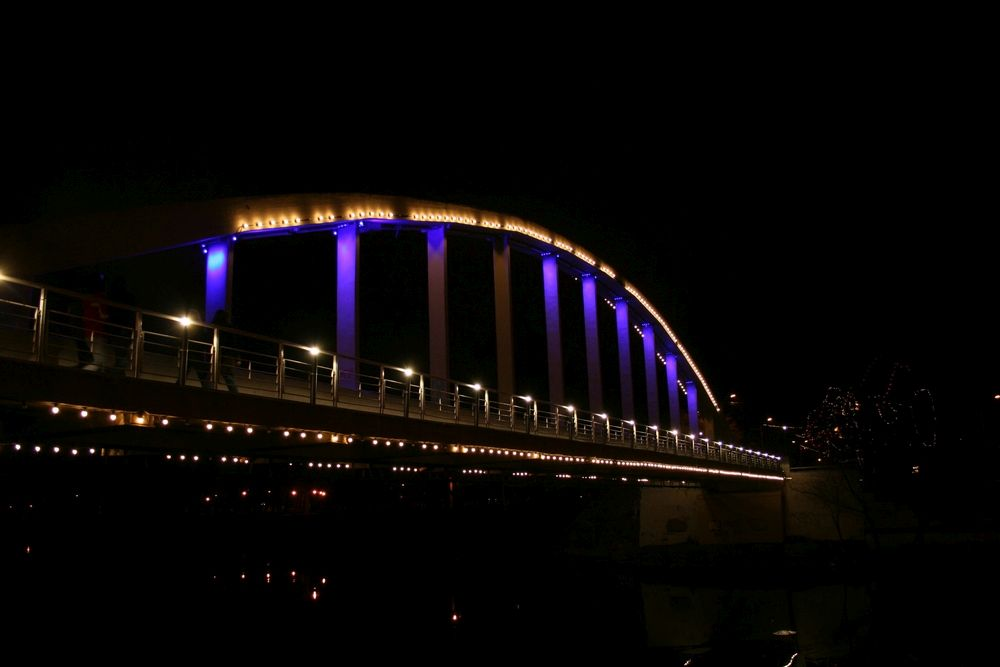
Kaarsild à noite

Kaarsild ('Ponte de Arco') é uma ponte para pedestres em Tartu, na Estónia. A ponte liga o centro da cidade ao Bairro Ülejõe.
A ponte foi construída entre 1957 e 1959. No mesmo lugar, ficava a Ponte de Pedra; esta ponte foi destruída durante a segunda guerra mundial.
Em 2017 a ponte foi reformada. No escuro, a ponte está equipada com luzes que criam vários efeitos luminosos.